# Danh sách chi của Geometridae: Y
Dưới đây là danh sách các chi của họ bướm đêm Geometridae:
A B C D E F G H I J K L M N O P Q R S T U V W X Y Z

- Yala
- Yalpa
- Yapoma
- Yashmakia
- Yermoia
- Yezognophos
- Yinchie